# 1928 في إسبانيا
فيما يلي قوائم الأحداث التي وقعت خلال عام 1928 في إسبانيا.

## سياسة

### تعيين في المنصب
- 1 نوفمبر – ميغيل بريمو دي ريفيرا .
- 3 نوفمبر – خوسي سانخورخو مدير عام الحرس المدني  [لغات أخرى]‏.

### انتهاء فترة المنصب
- 1 نوفمبر – ميغيل بريمو دي ريفيرا President of the Council of Ministers ‏، Minister of State of Spain ‏.

## كتب
من الكتب التي صدرت هذه السنة في إسبانيا:
- 1 يناير – أقصوصات الغجر الغنائية من تأليف فيديريكو غارثيا لوركا.

## مواليد

### مارس
- 18 مارس – ميغيل بوليت درّاج طريق إسباني.

### يونيو
- 17 يونيو – خوان ماريا بوردابيري سياسي أوروغواياني.

### يوليو
- 9 يوليو – فيديريكو باهامونتيس درّاج طريق إسباني.

## وفيات

### يناير
- 28 يناير – فيثينتي بلاسكو إيبانييث (مواليد 1867)

### أغسطس
- 18 أغسطس – مانويل فرنانديز (مواليد 1846) كاتب إسباني.

### أكتوبر
- 12 أكتوبر – لويس باراكيه روفيرالتا (مواليد 1855) طبيب إسباني.